# کورال جید هاینز
کورال جید هاینز (انگلیسی: Coral-Jade Haines؛ زادهٔ ۲۱ ژوئن ۱۹۹۶) بازیکن فوتبال اهل انگلستان است که در پست هافبک یا مهاجم بازی می‌کند.
وی همچنین در تیم ملی فوتبال زیر ۱۹ سال زنان انگلستان بازی کرده است.